# Stefan Abadzhiev
Stefan Abadzhiev (búlgar: Стефан Абаджиев)  (Sofia, 3 de juliol de 1934 - Sofia, 13 de març de 2024) fou un futbolista búlgar de la dècada de 1960.
Fou 27 cops internacional amb la selecció búlgara amb la qual participà a la Copa del Món de Futbol de 1966.
Pel que fa a clubs, defensà els colors de Levski Sofia.